# Hollósi Miklós
Hollósi Miklós (Budapest, 1941. október 24. – Szeged, 2016. szeptember 22.) magyar kémikus, egyetemi tanár, a Magyar Tudományos Akadémia rendes tagja. A peptidkémia (peptidek, glikopeptidek és foszfopeptidek szintézise és vizsgálata), a kiroptikai spektroszkópia (CD és VCD) és az Alzheimer-kór szerkezeti biológiájának neves kutatója.

## Életpályája
1960-ban érettségizett a budapesti Petrik Lajos Vegyipari Technikumban, majd felvették az Eötvös Loránd Tudományegyetem Természettudományi Karának vegyész szakára. Itt szerzett diplomát 1965-ben. Egyetemi doktori disszertációját két évvel később védte meg. Diplomájának megszerzése után az egyetem szerves kémiai tanszékén kapott tanársegédi állást. 1967-től adjunktusként, 1982-től egyetemi docensként dolgozott a tanszéken. 1991-ben vehette át egyetemi tanári, két évvel később tanszékvezetői kinevezését. A tanszéket 2006-ig vezette. Emellett az egyetem Kiroptikai Szerkezetvizsgáló Laboratóriumának vezetésével is megbízták. 1999 és 2002 között Széchenyi professzori ösztöndíjjal kutatott. Több évig dolgozott a Brandeis Egyetemen vendégkutatóként. Vendégkutató, illetve vendégprofesszor volt számos más intézménynél is: a Max-Planck Intézetben (Heidelberg), a Wistar Intézetben (Philadelphia), a Ruder Boskovic Intézetben (Zágráb), a Genti Egyetemen, a Gustave Roussy Intézetben (Párizs) és a  Bielefeldi Egyetemen.
1981-ben védte meg a kémiai tudományok kandidátusi, 1990-ben akadémiai doktori értekezését. Az MTA Szerves és Biomolekuláris Kémiai Bizottságának, a Peptidkémiai Munkabizottságnak, az Elméleti Szerves Kémiai Munkabizottságnak és az Anyag- és Molekulaszerkezeti Munkabizottságnak lett tagja. 1994-ben az Magyar Tudományos Akadémia közgyűlési képviselője lett, majd 1998-ban megválasztották az akadémia levelező, 2004-ben pedig rendes tagjává és közben a Doktori Tanácsba is bekerült. Akadémiai tisztségei mellett az Amerikai Peptid Társaság és az Európai Peptid Társaság is felvette tagjai sorába.

## Munkássága
Fő kutatási területe a peptidkémia, a kiroptikai spektroszkópia és az Alzheimer-kór szerkezeti biológiája.
A peptidkémia területén a peptideket érintő általános kérdések, a ciklopeptidek, a glikopeptidek és a foszfopeptidek szintézisével foglalkozik. A glikopeptidek szintézisénél új módszert dolgozott ki, amely gyorsítja a szintézist. Kutatásaihoz a királis optika, a kiroptikai és vibrációs spektroszkópia eszközeit alkalmazza. Nevéhez fűződik a fehérjék úgynevezett kanyar (turn) szerkezeti elemeinek spektroszkópiai elemzése és jellemzése. Jelentős eredményeket ért el az Alzheimer-kór kutatásában is, amely betegségnek elsősorban a strukturális biológiai vetületét vizsgálta.
Több mint száznyolcvan tudományos publikáció szerzője vagy társszerzője, valamint több egyetemi tankönyv szerkesztője volt. Munkáit elsősorban magyar és angol nyelven adta közre.

## Díjai, elismerései
- Természettudományos Díj (1990, ELTE)
- Akadémiai Díj (megosztva, 1996)

## Főbb publikációi
Angol nyelven
- Crystal Structure of Cyclo (Gly-L-Pro-L-Pro-Gly-L-Pro-L-Pro) Trihydrate (társszerző, 1982)
- Beta-Turns in Bridged Proline-Containing Cyclic Peptide Models (társszerző, 1987)
- Identification of the Major Multi-Phosphorylation Site in Mammalian Neurofilaments (társszerző, 1988)
- Metal Ion-Induced Conformational Changes of Phosphorylated Fragments of Human Neurofilament (NF-M) Protein (társszerző, 1992)
- Stable Intrachain and Interchain Complexes of Neurofilament Peptides: A Putative Link between Al3+ and Alzheimer Disease (társszerző, 1994)
- Turns (könyvfejezet, 1996)
- Vibrational Spectroscopic Detection of Beta and Gamma Turns in Synthetic and Natural      Peptides and Proteins (review, levelező szerző, 2003)
- Cyclic Peptide Models of the Ca2+-Binding Loop of a-lactalbumin (társszerző, 2005)

Magyar nyelven
- Kiroptikai spektroszkópia: Változatok egy témára.  Székfoglaló előadások a Magyar Tudományos Akadémián. (2000)
- A sztereokémia és kiroptikai spektroszkópia alapjai (társszerző, 2004)
- Biomolekuláris kémia I–II. (társszerző, 2005–2007)